# Haas Mihály
Haas Mihály (Pinkafő, Vas megye, 1810. április 8. – Pest, 1866. március 27.) bölcseleti doktor, a Szatmári római katolikus egyházmegye püspöke, valóságos belső titkos tanácsos.

## Élete
Pinkafőn született, ahol nagyatyja jegyző, atyja pedig posztónyíró volt. Iskoláit Weinhofer József plébános vezetése mellett szülőhelyén, Szombathelyen, Pécsett és Bécsben végezte, mire Pesten 1830. augusztus 26-án bölcselet-doktori oklevelet nyert. 1834. augusztus 6-án miséspappá szenteltetvén, káplánkodott Ozorán, Pincehelyen, Dunaföldvárott és Pécsett, ahol 1837-ben Szepessy Ignác püspök őt a líceumban történettanárrá, 1843-ban a dogmatika tanárává nevezte ki. 
1846. április 27-én Pécs városa megválasztotta plébánosává, ahol 1853-ig töltötte be ezt a tisztséget; ekkor pestkerületi iskolatanácsossá neveztetett ki. Magyar volt, de a német kultúra híve. Emiatt később (1858), amikor szatmári püspökké lett, neve népszerűtlen lett. Ő maga járt az iskolákba tanítani, hogy a tanító tanuljon. A Ferenc József-rend lovagja és IX. Pius pápa titkos kamarása volt.
Már növendékpap korában dolgozott a lapokba. A papnevelő intézetében levő irodalmi kört ő maga vezette. Egyházi beszéde a Pécsi egyházi Töredékekben (1846. Predigt am Feste des heil. Königs Stephanus); cikkei a Magyar orvosok és természetvizsgálók Munkálataiban (1846. Baranyának római, magyar és török régiségeiről), Danielik János Emlékkönyvében (1852. I. Klimó György pécsi püspök, Koller József pécsi kanonok, Szalágyi pécsi kanonok, A római katakombák és a Pécsett még fön levő földalatti római keresztény kápolna, Pécsi főiskola 1367-ben, Nehány szó a magyarországi egyházi zenéről, Irodalmi forgácsok, A sinai hegyi feliratok, Az assyriai királyok levéltára, Zsidó kéziratok Chinában, A laterani palota keresztény museuma, Origines egy művének felfedezése, II. Weinhofer József pinkafői plébános, Wimmer Ágoston ágost. vall. lelkész, Werner Zachariás, Kassay József magyar nyelvészeti író, Báta Tolnamegyében, Bátaszék, Fadd, Duna-Földvár, Madocsa, Mohács, Paks, Pinkafő, Duna-Szekcső, Szekszárd, Tolna, Gróf Batthyány Miklós özvegye, Vukovár, Régi és ujabb műemlékeink), a Budapesti Hirlapban (1855. 625. sz. Beszéde a pestvárosi főreáliskola ünnepélyes megnyitásakor), a Religioban (1853. I. Vasmegyei kolostorok), a budai elemi főiskolák Jahresberichtjében (1856. Anrede des k. k. Schulrathes Mich. Haas an die Schüler der Normal-Haupt-Schule in Ofen und deren Aeltern, bei Gelegenheit der Fahnenweihe am 19. Mai 1856.); munkatársa volt a Lonkay által szerkesztett Tanügyi Lapoknak.
1859-ben szatmári püspökké választották.

## Munkái
- Assertiones ex universa philosophia e praelectionibus Josephi Jonas philos. professoris die 26. Aug. 1830. publice propugnandas suscepit. Pestini
- Fels. első Ferencz austriai császár s magyarországi apostoli király... 40 évi uralkodásának fényes ünnepére. Bécs, 1832 (költemény)
- Baranya. Emlékirat, mellyel a Pécsett MDCCCXLV aug. elején összegyült magyar orvosok és természetvizsgálóknak kedveskedik nagykéri Scitovszky János pécsi püspök, ... Pécs, 1845 (Ism. Egyh. Lit. Lap II. Társalkodó 1846. 58-60. sz.) Online
- Beköszöntő beszéd és Antritts Predigt. Pécs, 1846 (Egyházi ünnepély Haas M... Pécsett, 1846. máj. 21. belvárosi plébánossá történt beiktatásakor)
- Gedenkbuch der k. freien Stadt Fünfkirchen. Zur Erinnerung an die feierliche Einführung der Kanonissinen von U. L. Frau in das zu Fünfkirchen errichtete Kloster. Pécs, 1852 (Ism. Emlékkönyv. Pest, 1852. II.)
- Gabe der Liebe, für Freunde und Mitglieder kathol. Gesellenvereine. Pécs, 1857 (ennek 2. kisebb füzete: Szeretet adománya. A kath. legényegylet tagjainak olvasmányúl. Pécs, 1857)
- Hirtenbrief. Buda, 1859 (püspöki körlevele)
- Pauli szent Vincze leányai meghonosítva Esztergomban. Esztergom, 1865. (Knauz Nándornak Az esztergomi szerzetesek története cz. munkával együtt névtelenül. Ism. M. Sion)

Egy történeti fontosságú latin névtárt adott ki 1864-ben és püspöki körlevelet intézett híveihez, mely Budán 1866-ban jelent meg, azonban ezen két utóbbi munkájának könyvészeti leírását nem adhatom. Előszót írt Kempelen Győző Magyar helyesírásához. (Pest, 1859.)
Levele Erdélyi Jánoshoz, Pécs, 1844. április 8. az Erdélyi Tárban, Erdélyi Pál birtokában.